# San Sebastiano da Po
San Sebastiano da Po (en français Saint-Sébastien-sur-Pô) est une commune italienne de la ville métropolitaine de Turin dans la région Piémont en Italie.

## Administration
| Période                                  | Période | Identité | Étiquette | Qualité |
| ---------------------------------------- | ------- | -------- | --------- | ------- |
|                                          |         |          |           |         |
| Les données manquantes sont à compléter. |         |          |           |         |

### Hameaux
Abate, Caserma, Colombaro Moriondo, Saronsella, Villa

### Communes limitrophes
Chivasso, Verolengo, Lauriano, Castagneto Po, Casalborgone